# Perry Point (Maryland)
Pour les articles homonymes, voir Perry.
Perry Point est une commune non-incorporée du Comté de Cecil dans le Maryland.

## Géographie
Perry Point est située sur la rive est du fleuve Susquehanna, au sud de Perryville et au nord des bouches de la Baie de Chesapeake, en face de la commune de Havre de Grace.

## Infrastructures
Perry Point abrite une caserne de pompiers, une banque, une école de police, plusieurs établissements de santé publique et un parc situé à l’extrémité est. La ville est desservie par un train grâce à la gare de Perryville.